# Кшижановице (Опольское воеводство)
Кшижанови́це, до 2005 года — Кшижаньцовице (пол. Krzyżanowice) — село в Польше в гмине Гожув-Слёнский Олесненского повета Опольского воеводства.

## География
Село находится в 4 км от административного центра гмины города Гожув-Слёнский, 22 км от города Олесно и 56 км от Ополе.

## История
В 1975—1998 годах село входило в Опольское воеводство.
В 2003 году бурмистр Гожува-Слёнского обратился в Министерство внутренних дел с просьбой переименовать село. 1 января 2005 года село было переименовано в Кшижановице.